# Kevin Saunderson
Kevin Maurice Saunderson (Brooklyn, 5 settembre 1964) è un disc jockey statunitense.
È considerato uno degli "inventori" della Techno, assieme a Juan Atkins e Derrick May, con produzioni quali Big Fun e Good Life realizzate nel popolare progetto Inner City con la cantante Paris Grey nel 1988. 
Good Life è famosa per il giro di accordi, da allora quasi un "simbolo" nei motivi delle produzioni dance, ripreso in innumerevoli vesti fino ai giorni nostri.
Durante la sua carriera ha lavorato con numerosi pseudonimi, tra cui:
- E-dancer
- Esseray
- Inner City
- Kaos
- Keynotes
- Kreem
- KS Experience
- Reese
- Reese & Santonio
- Reese Project
- Tronikhouse
- The Elevator

## Singoli
- Beat Me Back (2010)